# Hans Wiesner
Hans Wiesner (* 10. September 1925 in Görlitz; † 2. November  2013 in Leipzig) war ein Generalleutnant der Nationalen Volksarmee (NVA) der DDR und langjähriger Chef der Militärakademie Friedrich Engels.

## Leben
Der Sohn eines Zimmermanns erlernte nach dem Besuch der Volks- und Mittelschule von 1941 bis 1942 ebenfalls den Beruf eines Zimmermanns. 1943 wurde er zunächst zum Reichsarbeitsdienst, dann zum Kriegsdienst in die Wehrmacht eingezogen. Er geriet 1944 in sowjetische Kriegsgefangenschaft und besuchte dort eine Antifa-Schule. 
1949 kehrte er nach Deutschland zurück, wurde 1950 Mitglied der SED und Angehöriger der Deutschen Volkspolizei (DVP). Nach dem Besuch einer Offiziersschule wurde er VP-Kommissar und war anschließend als Politoffizier in VP-, KVP- und NVA-Dienststellen tätig. Von 1960 bis 1962 studierte er an der Generalstabsakademie der UdSSR mit dem Abschluss als Diplommilitärwissenschaftler. 1963/64 war er als Oberst Leiter der Politischen Verwaltung des Militärbezirkes Leipzig. Am 1. Mai 1964 wurde er zum Generalmajor ernannt und war dann als Nachfolger von Generalmajor Heinrich Heitsch bis Dezember 1986 Kommandeur bzw. Chef der Militärakademie Friedrich Engels. Am 9. Januar 1969 wurde er zum Ordentlichen Professor für Militärwissenschaft ernannt und 1973 zum Generalleutnant befördert. Am 31. Dezember 1986 wurde er in den Ruhestand versetzt. Von 1963 bis 1986 war er als Mitglied der SED-Fraktion Abgeordneter der Volkskammer und von 1964 bis 1986 Mitglied der SED-Kreisleitung Dresden.
Hans Wiesner wurde am 26. Februar 1999 von der Staatsanwaltschaft Dresden wegen des Todes von Klaus Seifert und vier weiterer Flüchtlinge angeklagt. Das Landgericht Dresden stellte das Verfahren am 18. August 2000 wegen Verhandlungsunfähigkeit des Angeklagten ein.

## Auszeichnungen
- 1972 Artur-Becker-Medaille in Gold
- 1970 Vaterländischer Verdienstorden in Bronze, 1979 in Silber und 1986 in Gold
- 1985 Scharnhorst-Orden